# Рико дел Голфо ди Специя
Рико̀ дел Го̀лфо ли Спѐция (на италиански: Riccò del Golfo di Spezia, на местен диалект само Ricò, Рико) е малко градче и община в северозападна Италия, провинция Специя, регион Лигурия. Разположено е на 148 m надморска височина. Населението на общината е 3576 души (1 януари 2023).